# Distretto di Škloŭ
Il distretto di Škloŭ (in bielorusso Шклоўскі раён?) è un distretto (raën) della Bielorussia appartenente alla regione di Mahilëŭ.